# Vaalhoek
Vaalhoek est une ville du Botswana.